# Schatz von Lyon-Vaise

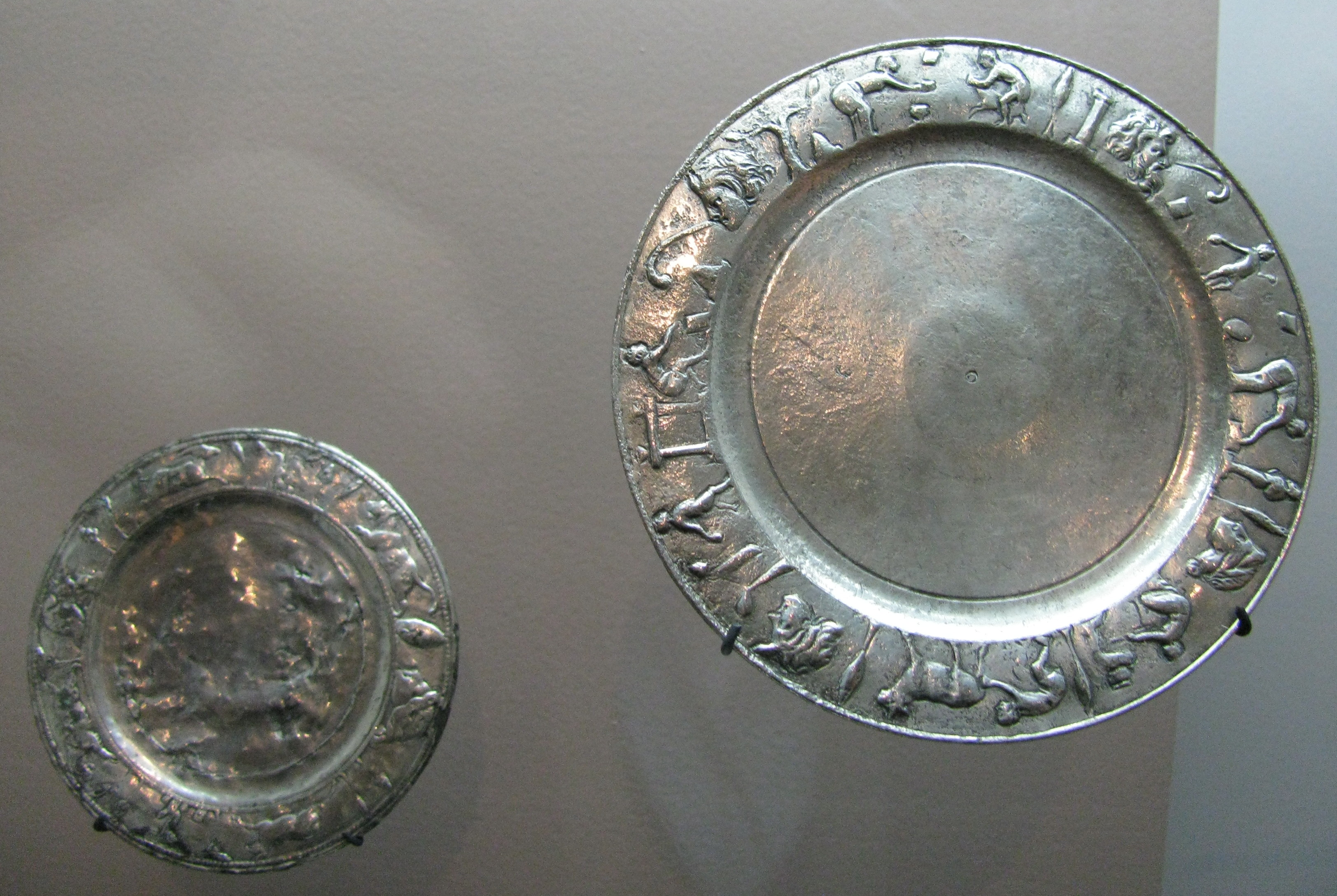
Silberteller mit reliefverziertem Horizontalrand aus dem Schatz von Lyon-Vaise

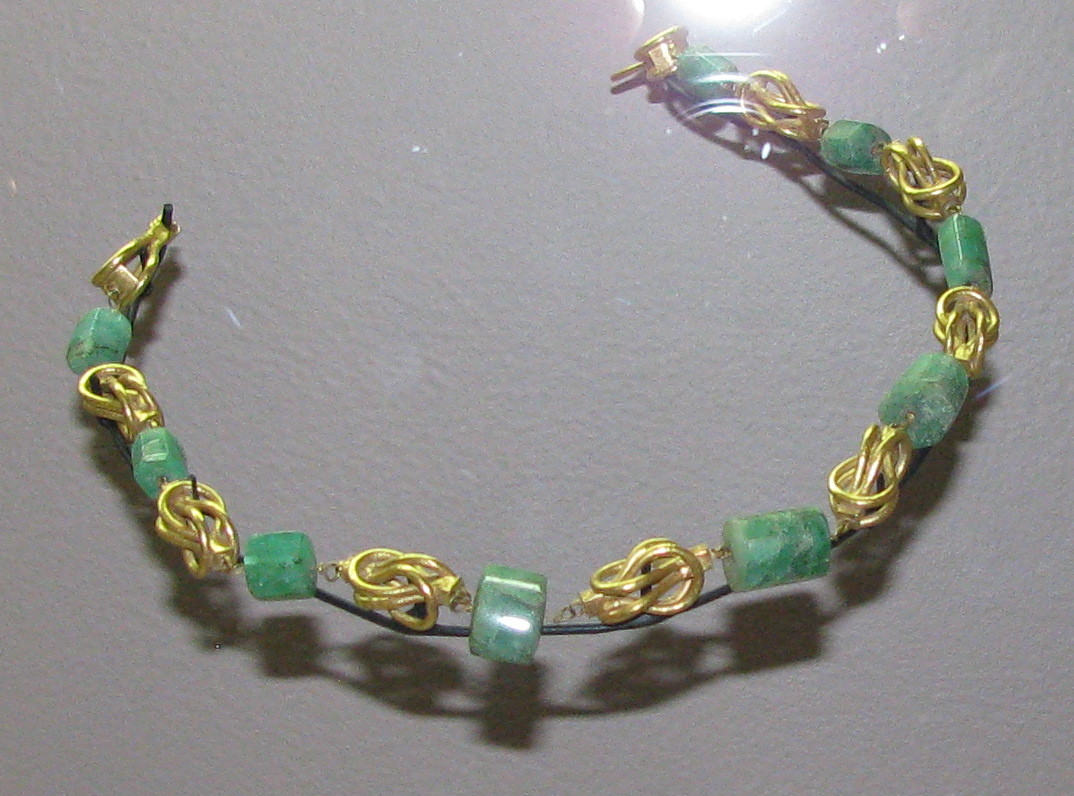
Collier aus dem Schatz von Lyon-Vaise

Der Schatz von Lyon-Vaise wurde im März 1992 in Lyon im Stadtviertel Vaise im Bereich einer zerstörten römischen Villa gefunden. Die Objekte waren in zwei verschiedenen Gruben verborgen worden. Eine dieser Gruben enthielt mehrere Götterstatuetten und eine Kaiserbüste aus Silber; Keramik aus diesem Befund stammt aus dem mittleren Drittel des 3. Jahrhunderts. Anhand der Münzen aus der zweiten Grube lässt sich die Niederlegung genauer in die Zeit um 260 datieren; in diesem Befund wurden auch die Schmuckstücke und das Geschirr gefunden. Heute befindet sich der Schatz im archäologischen Museum Lugdunum in Lyon.

## Funde

### Götterstatuetten

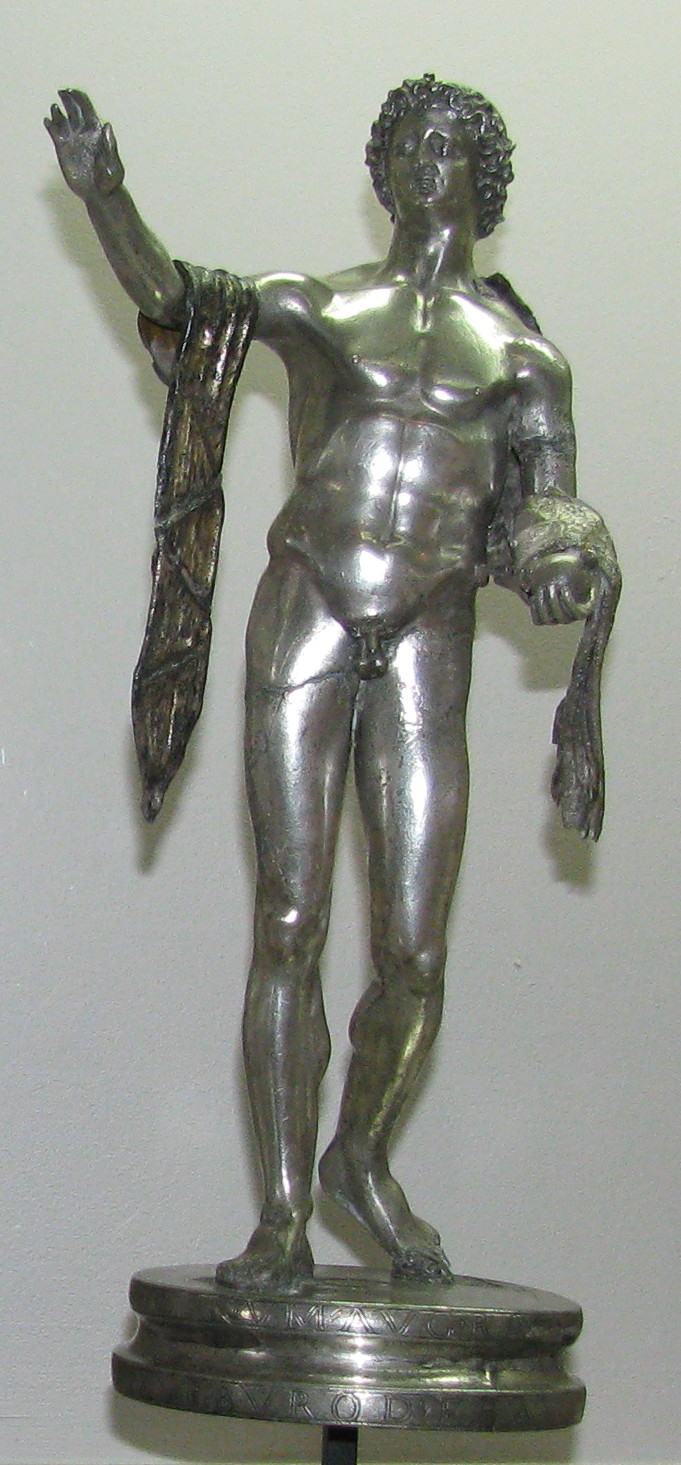
Statuette des Apollo. Die Inschrift befindet sich unten auf dem Sockel.

Der Depotfund enthält Statuetten aus Silber; sie stellen Apollo (Apollo Helios), Fortuna  mit Füllhorn sowie eine andere weibliche Gottheit dar, die Vögel in der Hand hält. Fragmente wie Köpfe (darunter ein bärtiger Kopf, vielleicht des Jupiter), ein Flügel (von einer Victoria?), Hand- und Armfragmente oder die Mauerkrone einer Stadtpersonifikation stammen von weiteren Statuetten.
Der Sockel der Statuette des Apollo Helios trägt eine zweizeilige Inschrift: NVM(ini) AVG(usti) RAT(iarii) / EBVROD(u nenses) FRAT(res ?). Der erste Teil der Inschrift lässt sich folgendermaßen übersetzen: Für das Numen des Kaisers, von den Bootschiffern, den Eburodunensern (wurde die Statuette gestiftet). Der zweite Teil ist problematischer. Für die Lokalisierung von Eburodunum kommen drei Orte in Frage, Embrun, Yverdon-les-Bains und Yvoire. Für die Abkürzung FRAT. ist als Lösung vorgeschlagen worden, dass ursprünglich zwei Statuetten existierten; Apollo Helios als Bruder (frater) und Diana Luna als Schwester.

### Büste des Gallienus

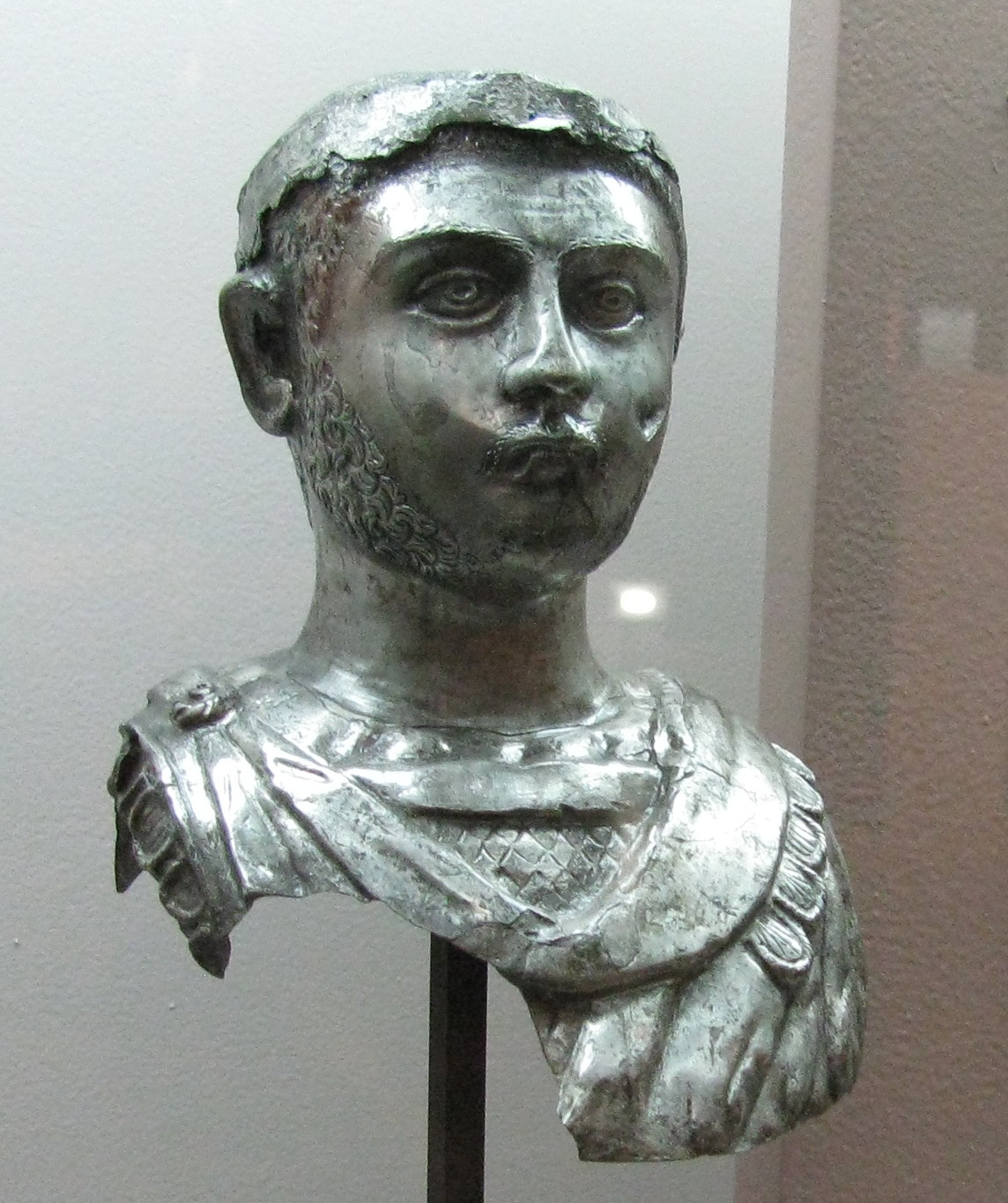
Silberbüste, wohl des Gallienus

Ein bedeutendes Stück aus dem Fundkomplex ist die 17 cm hohe silberne Büste eines bärtigen Mannes mit Lorbeerkranz, der einen Schuppenpanzer und darüber ein mit einer Fibel verschlossenes paludamentum trägt, es handelt sich sehr wahrscheinlich um den Kaiser Gallienus. Die Büste gelangte möglicherweise als kaiserliches Geschenk (largitio) in die Hände seines Besitzers und war zusammen mit den Götterstatuetten im Lararium des Hauses aufgestellt.

### Münzen
Aus dem Fund stammen 81 Münzen; die Schlussmünzen des Gallienus, der Salonina und des Valerianus Caesar wurden im Jahr 258 geprägt. Das Ensemble ist daher vermutlich im Zuge der Barbareneinfälle nach dem Limesfall ab etwa 260 verborgen worden (siehe etwa den Augsburger Siegesaltar). Auf ihren Beutezügen drangen die Germanen weit nach Gallien vor, ein bedeutendes Zeugnis der Rückkehr von diesen erfolgreichen Plünderungen ist der Hortfund von Neupotz.

### Geschirr und Besteck
Das Geschirr aus dem Schatz besteht aus Silber. Es handelt sich um zwei kleinere Schalen und eine etwas größere, flache Schüssel. Der Durchmesser der Schüssel beträgt 20,3 cm,  das Mittelmedaillon trägt eine Verzierung (Merkur mit Geldbeutel und caduceus an einem Altar, seitlich davon ein Hahn, ein Widder und eine Schildkröte). Bei einer der beiden kleineren Schalen ist der Rand mit Masken, Bäumen und Tieren verziert, auf der anderen finden sich Masken und Szenen aus dem Hirtenleben.
Zum Besteck gehören 14 Löffel unterschiedlicher Form (cochlearia und ligulae). Mehrere Löffel sind mit Graffiti versehen, es kommen Abkürzungen von Namen wie COR (viermal),  MESC und GRECI (je zweimal) oder SEX(tus? - einmal) vor. Zwei ligulae hatten ursprünglich zwei Funktionen, in einem Fall ist am Ende des Löffelstiels noch der Rest einer eisernen Klinge eines Messers erhalten. Von einem von zwei kleineren Utensilien, die vermutlich ebenfalls zum Besteck gehören, ist nur der Griff mit einer Ringöse erhalten, von dem anderen ein Mittelstück.

### Schmuck

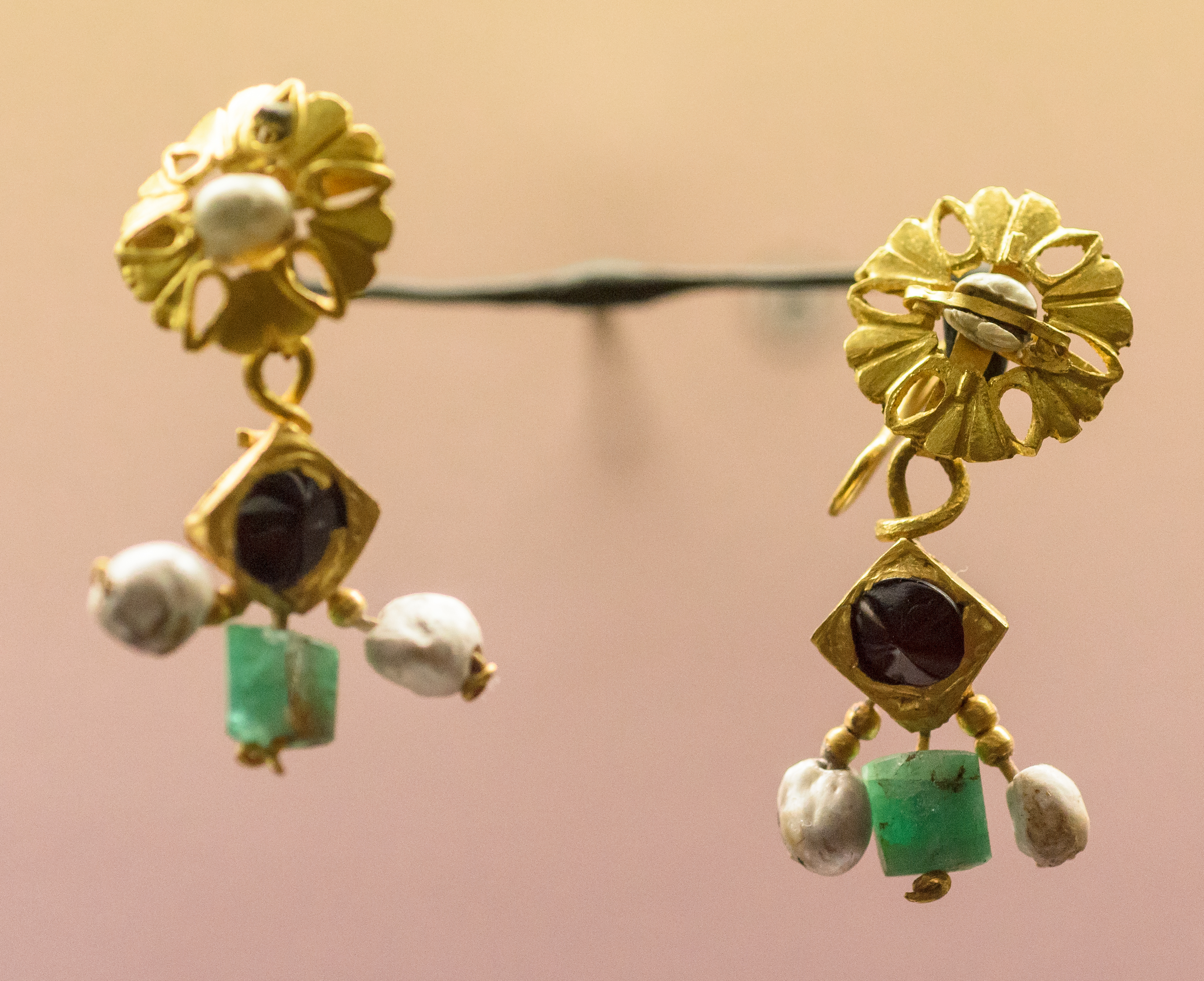
Ohrringpaar, verziert mit Perlen, Smaragden und Glaspaste.

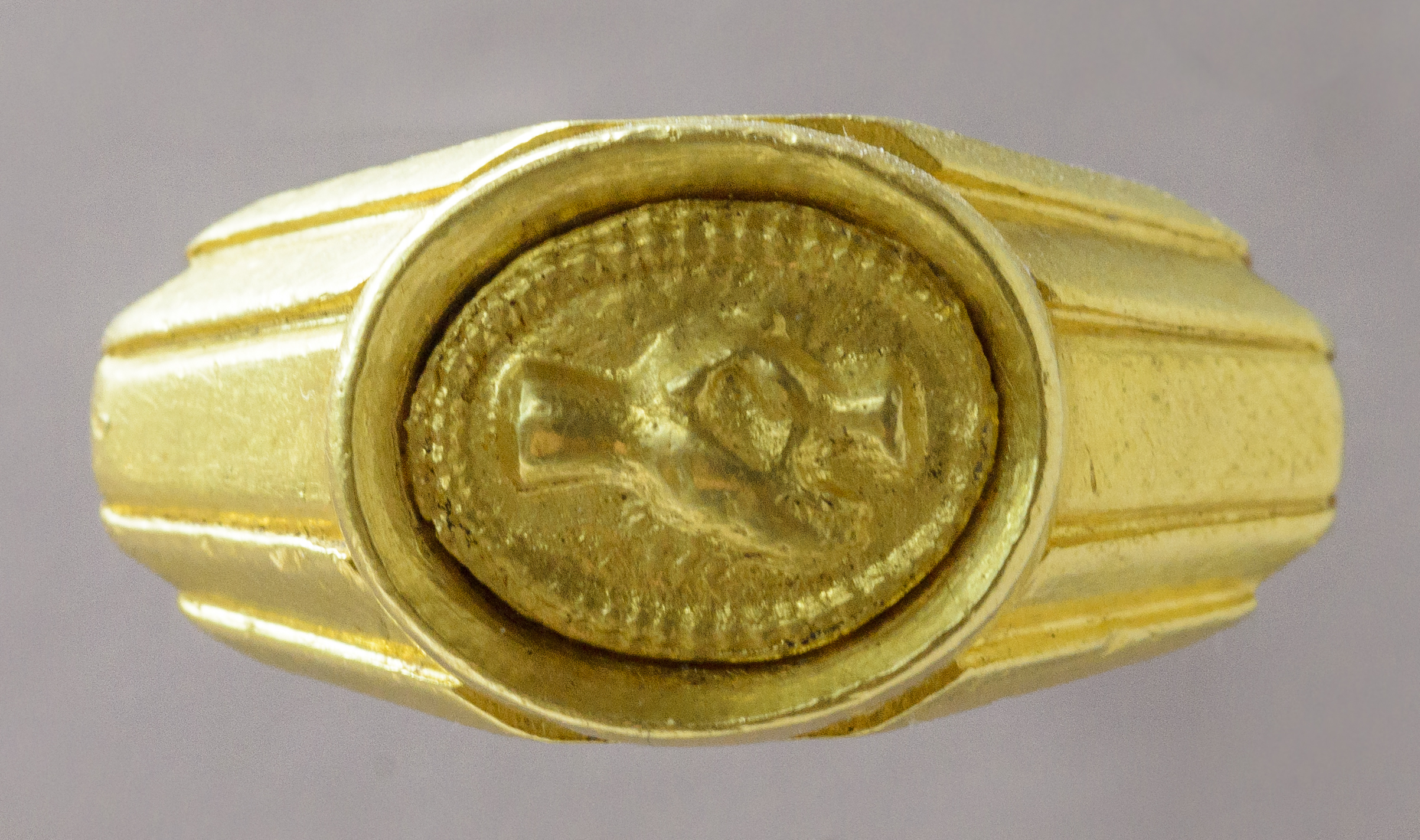
Dextrarum iunctio auf einem Goldfingerring.

Zu dem Ensemble gehört Goldschmuck. Das Collier aus Golddraht und Smaragden ist 40 cm lang. Die Schmucksteine sind auf dünne Drähte aufgezogen, die Zwischenglieder haben die Form eines Heraklesknotens. Als Verschluss dienen ein S-förmiger Haken und eine Öse. Ein Paar Goldarmreifen besteht aus spiralig gewickelten Drähten, das von Hülsen gefasste Ende ist offen und ließ sich verschließen. Die beiden goldenen Ohrringpaare aus dem Fund besitzen anhängende Pendilien mit Perlen und Schmucksteinen. Von den beiden Goldfingerringen ist einer mit einem geschnittenen Stein versehen, der andere mit Darstellung zweier Hände, der Dextrarum iunctio, die auf einen Ehering hindeutet. Außerdem ist noch ein Münzanhänger mit gefasster Goldmünze von Gordian III. gefunden worden. Zwei weitere Armreifen sind aus Silber gefertigt.